# Maurycy Eustachy Potocki
Maurycy Eustachy Ludwik Potocki herbu Pilawa (ur. 13 stycznia 1812 w Warszawie, zm. 13 stycznia 1879 w Krzeszowicach) – syn Aleksandra Stanisława Potockiego, brat Augusta Potockiego, ojciec Augusta Potockiego i Eustachego Potockiego. To na jego cześć część Wilanowa położoną na wschodnim brzegu Jeziora Wilanowskiego (dawny zwierzyniec Sobieskiego) i przekształconą w park romantyczny, jego dziadkowie – Stanisław Kostka Potocki i Aleksandra – nazwali Morysinem. Był właścicielem dóbr Jabłonna oraz Zator. Był oficerem wojska polskiego, służył w 5 Pułku Ułanów, 3 marca 1831 odznaczony krzyżem złotym orderu Virtuti Militari.
W 1859 jego tytuł hrabiowski uzyskał potwierdzenie w Rosji, mianowany tamże szambelanem.
W latach 1861–1865 ufundował kościół w Chotomowie.
Jako właściciel dóbr wiśnickich w 1868 otrzymał tytuł honorowego obywatelstwa Nowego Wiśnicza.
Członek Towarzystwa Rolniczego w Królestwie Polskim z powiatu warszawskiego w 1858 roku.